# Janusz Prusinowski Kompania
Janusz Prusinowski Kompania – polski zespół wykonujący muzykę będącą połączeniem muzyki tradycyjnej i folku.

## Historia
Zespół powstał w 2008 roku jako trio w składzie: Janusz Prusinowski, Michał Żak, Piotr Piszczatowski. Stopniowo rozbudowywał skład o kolejnych muzyków (Piotr Zgorzelski, Szczepan Pospieszalski) i obecnie występuje przeważnie w pięcioosobowym składzie. Muzycy zespołu to uczniowie i kontynuatorzy dawnych wiejskich muzykantów – m.in. Jana Lewandowskiego, Kazimierza Meto, Józefa Zarasia, Piotra i Jana Gaców, Tadeusza Kubiaka.
Grupa występowała z koncertami w Polsce i w wielu innych krajach Europy, Azji, w Kanadzie, USA (Carnegie Hall w Nowym Yorku i w Chicago Symphony Center). W Polsce często pojawia się na festiwalach Wszystkie Mazurki Świata, Nowa Tradycja, Rozstaje, Open’er Festival i wielu innych wydarzeniach muzycznych.
Trzon repertuaru zespołu stanowi muzyka wiejska z jej najlepszymi wzorami wykonawczymi. Wykonania wyróżnia dbałość o detale, brzmienie, dynamikę i fakturę, co pozwala usłyszeć we współczesnej interpretacji dawnych muzykanckich mistrzów. Muzycy dialogując ze sobą i wspólnie improwizując, tworzą rozpoznawalny idiom brzmieniowy grupy.
Muzycy w kolejnych przedsięwzięciach wychodzili poza ramy polskiej muzyki tradycyjnej, grając wspólnie z pianistami klasycznymi, na przykład Januszem Olejniczakiem przy programach „Ludowe korzenie muzyki Fryderyka Chopina” oraz „Kujawy”. Współpracowali także z muzykami jazzowymi: Tomaszem Stańką, Michałem Urbaniakiem, Arturem Dutkiewiczem oraz wirtuozami z innych kultur muzycznych, jak Alim Qasimow z Azerbejdżanu, kastylijczyk Manu Sabate czy zespół Viguela z Hiszpanii.

## Skład
- Janusz Prusinowski – skrzypce, harmonia 3 rzędowa polska, cymbały, śpiew
- Piotr Piszczatowski – werbel, baraban, basetla
- Michał Żak – flet poprzeczny drewniany, szałamaja, klarnet
- Piotr Zgorzelski (do 2018) – basy
- Szczepan Pospieszalski – trąbka

## Dyskografia
- 2008 – Mazurki, wyd. Słuchaj uchem[4]
- 2010 – Serce, wyd. Słuchaj uchem[5]
- 2013 – Po kolana w niebie, wyd. Słuchaj uchem / Oriente[6]
- 2018 – Po śladach, wyd. Słuchaj Uchem / Buda Music